# Пуусте, Хейно
Хейно Пуусте (эст. Heino Puuste; род. 7 сентября 1955, Lagedi, Харьюмаа) — советский эстонский легкоатлет, специалист по метанию копья. Выступал за сборную СССР по лёгкой атлетике в 1976—1987 годах, обладатель серебряных медалей Игр доброй воли и чемпионата Европы, двукратный бронзовый призёр Универсиад, победитель и призёр первенств всесоюзного значения, рекордсмен СССР, трёхкратный чемпион Эстонии, участник летних Олимпийских игр в Москве. Мастер спорта СССР международного класса (1980), мастер спорта СССР (1976). Тренер по лёгкой атлетике.

## Биография
Хейно Пуусте родился 7 сентября 1955 года в посёлке Лагеди Эстонской ССР.
Начал заниматься спортом в Кехре у гандбольного тренера Хейно Оясоо, а лёгкой атлетикой в 1971 году, проходил подготовку в Таллине, состоял в добровольном спортивном обществе «Калев». В 1975 году окончил Таллинский строительно-механический техникум (ныне — Таллинский университет прикладных наук). Работал инструктором Комитета по физической культуре и спорту при Совете министров Эстонской ССР.
В 1975, 1979 и 1981 годах выиграл чемпионат Эстонии в метании копья, с 1976 года привлекался в состав советской сборной.
Впервые заявил о себе на всесоюзном уровне в сезоне 1979 года, когда в метании копья одержал победу на чемпионате страны в рамках VII летней Спартакиады народов СССР в Москве. Будучи студентом, представлял Советский Союз на Универсиаде в Мехико, где в той же дисциплине стал бронзовым призёром.
Благодаря череде удачных выступлений удостоился права защищать честь страны на летних Олимпийских играх 1980 года в Москве — в финале метнул копьё на 86,10 метра, расположившись в итоговом протоколе соревнований на четвёртой строке.
В 1981 году взял бронзу на Универсиаде в Бухаресте и на чемпионате СССР в Москве.
В 1982 году выиграл зимний чемпионат СССР по метаниям, получил бронзовую награду на чемпионате СССР в Киеве и серебряную награду на чемпионате Европы в Афинах.
В 1983 году победил на зимнем чемпионате СССР по метаниям в Адлере, занял четвёртое место на впервые проводившемся чемпионате мира по лёгкой атлетике в Хельсинки, был вторым на Кубке Европы в Лондоне. Помимо этого, в матчевой встрече со сборной Великобритании в Бирмингеме установил рекорд СССР в метании копья старого образца (94,20), который так и не был никем превзойдён.
Рассматривался в качестве кандидата на участие в Олимпийских играх 1984 года в Лос-Анджелесе, но Советский Союз вместе с несколькими другими странами восточного блока бойкотировал эти соревнования по политическим причинам. Вместо этого Пуусте выступил на альтернативном турнире «Дружба-84» в Москве, где стал четвёртым.
В 1985 году победил в матчевой встрече со сборной США в Токио, занял второе место на Кубке мира в Канберре.
В 1986 году выиграл зимний чемпионат СССР по метаниям, серебряные медали на чемпионате СССР в Киеве и на Играх доброй воли в Москве, стал пятым на чемпионате Европы в Штутгарте.
Трижды признавался спортсменом года в Эстонии (1982, 1983, 1986), установил 14 рекордов Эстонии (10 — старого образца, 4 — нового образца). Мастер спорта СССР международного класса.
Впоследствии проявил себя на тренерском поприще, в частности среди его воспитанников такие титулованные копьеметатели как Андрус Вярник, Дональд Силд, Танель Лаанмяэ. В 2005 году признан лучшим тренером Эстонии.
Награждён орденом Белой звезды 4-го класса (2006), Спортивной премией Эстонской Республики (2006), орденом Эстонского олимпийского комитета. Почётный член спортивного общества «Калев» (1980).
Жена Оксана — мастер спорта СССР по баскетболу, дочь известных эстонских баскетболистов Ильмара и Валентины Куллам. Сын Алан также занимался метанием копья.